# Chespirito (programa de televisão)
Chespirito (também conhecido no Brasil como Clube do Chaves) foi um influente programa de televisão humorístico mexicano criado, roteirizado, dirigido e estrelado por Roberto Gómez Bolaños, mais conhecido pela alcunha que carregava o programa. Transmitido originalmente pela Televisión Independiente de México e posteriormente por outras emissoras em toda a América Latina, Chespirito se tornou um marco da comédia televisiva deixando uma marca indelével na cultura popular latino-americana.
Estreou originalmente, uma vez por semana, no horário nobre da Televisa. Este programa, porém, não apresenta todo o elenco da série Chaves: há dois atores ausentes no seriado: Ramón Valdés (intérprete do Seu Madruga) e Carlos Villagrán (intérprete do Quico). Embora, em 1981, Ramón Valdés volte a interpretar Seu Madruga no programa, no quadro Chaves, e Tripa Seca no quadro Chapolin Colorado (além de várias participações nos demais quadros), abandonou o elenco de Chespirito definitivamente no final do ano.
O programa Chespirito teve também um primeiro período, de 15 de outubro de 1970 a 20 de fevereiro de 1973 (originalmente chamado Los Supergenios de La Mesa Cuadrada), antes de Chaves e Chapolin tornarem-se programas independentes, sendo que neste período, Valdés e Villagrán faziam parte do elenco. Grande parte dos episódios do primeiro período são perdidos, pois não  são mais distribuídos pela Televisa, e eles incluem a primeira aparição dos personagens Chaves e Doutor Chapatin, além das primeiras versões de episódios clássicos. Alguns esquetes de 1970 e 1971 (com Chapolin, Chespirito, Chaparrón Bonaparte e Doutor Chapatin) podem ser encontrados na internet, tendo sido retirados de acervos pessoais de fãs. Quarenta e quatro esquetes de 1972 foram compilados em episódios de Chaves e Chapolin já como programas próprios quando Chespirito não pôde gravar e são distribuídos normalmente pela Televisa. O programa voltou a ser apresentado pelo SBT no dia 23 de maio de 2020 das 6 às 8 horas da manhã, antecedendo o Sábado Animado.
Em julho de 2020, o programa deixou de ser exibido no mundo inteiro devido a um problema entre a Televisa e a família de Roberto Gómez Bolaños, representada pelo Grupo Chespirito. As outras séries de Bolaños, El Chavo del Ocho e El Chapulín Colorado,  também saíram do ar no mundo inteiro.
Em 1º de janeiro de 2024, foi oficialmente anunciado que o SBT estava em negociações avançadas com a Televisa e o Grupo Chespirito para viabilizar o retorno dos seriados Chaves, Chapolin e Programa Chespirito à programação televisiva.  As tratativas visavam não apenas a exibição na televisão, mas também a disponibilização dessas amadas séries no aguardado serviço de streaming +SBT, cujo lançamento aconteceu em agosto de 2024 e substituiu a plataforma SBT Vídeos. Em 7 de setembro de 2024, o imbróglio entre a Televisa e o Grupo Chespirito foi finalmente resolvido e o retorno das séries de Chespirito foi anunciado para o mundo inteiro com a disponibilização de todos os episódios no Vix a partir do dia 16 do mesmo mês. O retorno no Brasil ocorreu em outubro, reativando os contratos suspensos em 2020.

## História
O programa Chespirito estreou na televisão em 1970 e exibia vários esquetes de Roberto Gómez Bolaños. Os icônicos Chapolin e Chaves começaram a ser exibidos nesse programa, ainda como esquetes, em 1970 e 1972, respectivamente. Em 1973, ambos tornaram-se programas independentes e o programa Chespirito deixou de ser exibido.
O impacto de Chespirito foi profundo e duradouro, influenciando gerações de telespectadores e comediantes em toda a América Latina. A popularidade do programa levou à sua transmissão em diversos países, adaptando-se a diferentes culturas e mantendo a essência do humor que o tornou tão querido.
A importância de Chespirito na televisão mexicana e latino-americana é inegável, pois o programa não apenas proporcionou entretenimento, mas também gerou uma conexão cultural que atravessou fronteiras linguísticas e geográficas. A criatividade de Roberto Gómez Bolaños e seu talento para a comédia garantiram que Chespirito se tornasse um fenômeno atemporal, celebrando o poder do humor para unir e divertir públicos de todas as idades.
No início de 1979, Carlos Villagrán (Quico) deixou as gravações de Chaves e Chapolin para seguir carreira solo. Um tempo depois, ele foi para a Venezuela. Em abril de 1979, Ramón Valdéz (Seu Madruga) também deixou as gravações para viajar com o seu circo.
Apesar de introduzir mudanças e, segundo Rubén Aguirre, a audiência ter aumentado, Chespirito decidiu encerrar os seriados Chaves e La Chicharra (que substituiu Chapolin no final de 1979). No ano seguinte, ele trouxe de volta o programa Chespirito em um novo formato. Chaves, Chapolin e La Chicharra passam a ser quadros desse programa, exibido semanalmente pela Televisa. Os quadros inicialmente eram: Chaves (El Chavo del Ocho), Chapolin (El Chapulín Colorado), Doutor Chapatín, Chaveco (Chómpiras), Pancada Bonaparte (Chaparrón), Vicente Chambón, e O Gordo e o Magro (El Gordo y el Flaco). Neste ano, destaque para as participações de Benny Ibarra.
Em 1981, Ramón Valdéz regressou ao elenco brevemente. Em 1982, foi gravado o último episódio de Vicente Chambón, quadro nunca exibido no Brasil. Neste ano também acabaram as risadas de fundo, a fim de se dar mais importância aos backgrounds. Além dos quadros, em algumas situações Chespirito interpretava a si próprio em diversas histórias, e também personagens épicos em diferentes paródias, todas genialmente ricas em humor satírico e irreverente. Até 1984 essas paródias eram constantes no programa. Algum tempo depois, juntas com o quadro O Gordo e o Magro, passaram a aparecer mais raramente.
Nos anos de 1984 e 1985, Roberto Gómez Fernández, filho mais velho de Chespirito, atuou fortemente no programa. Em 1985 e 1986 foi a vez de Ramiro Orci fazer várias participações especiais. Em setembro de 1985, em virtude do terremoto daquele ano na cidade do México, as gravações foram transferidas do Foro 5, que foi destruído, para o Foro 4. No final do ano, Carmen Ochoa de Garcia deixOU de ser a produtora. No ano seguinte, ano da Copa do Mundo de 1986 e da passagem do cometa Halley, Chespirito utilizou os programas para fazer divulgações dos eventos principalmente nos quadros de Chaves.
Em 1987, os personagens Chaves e Chapolin perderam importância no programa e Chespirito começa a dar mais destaque ao Chompiras. Na mesma época, Chompiras e Botijão resolvem largar a vida de crimes. Isso serviu para dar uma renovada no programa. Carlos Pouliot (dono do primeiro hotel onde trabalharam) começou a trabalhar com Chespirito.
Em 1989, Anabel Gutiérrez, voltou a trabalhar com Chespirito, interpretando a mãe da Chimoltrúfia. No ano seguinte, Moisés Suárez (que interpretaria posteriormente o Seu Cecílio) começou a fazer as suas participações especiais.

### Fim do programa
No ano de 1991, Florinda Meza ficou 24 programas sem participar, por conta das gravações da novela Milagro y Magia. Em vista disso, Chaves e Chapolin voltaram a ser as estrelas principais do programa. No último programa de 1991, Angelines Fernandez participou pela última vez no seriado e saiu por motivo de câncer.
Em 1992, os quadros Chaves e Chapolin deixaram de ser gravados, Paulina Gómez, filha mais nova de Chespirito, começou a fazer as suas primeiras participações especiais no programa e Édgar Vivar ficou afastado por quatro meses para cuidar da sua saúde por conta da obesidade. No ano seguinte, a música tema do programa, que já durava 12 temporadas, passou por uma reformulação e surgiu com um novo estilo. A turma do Chaveco passou a trabalhar em um novo hotel. Na metade da temporada, o programa ficou com meia hora de duração e Chespirito passou a gravar o programa Con Humor al estilo de Chespirito, que durou até 1994. Em 1994, morreram Angelines Fernández e Raúl Chato Padilla. Maria Antonieta também se afastou para estrelar seu próprio programa como Chiquinha, Aquí está la Chilindrina. Neste ano, o humor do Programa Chespirito ficou ainda mais sarcástico e foram introduzidos novos quadros: Dom Caveira e Cidadão Goméz. A Televisa resolveu então incluir algumas esquetes do programa Con Humor al estilo Chespirito em alguns programas dessa penúltima temporada, para exibições em emissoras estrangeiras: Al estilo del Cinema Mudo, Increíble pero ciento por ciento, La notícia rebelde e Mini Teatro. Nenhuma dessas sketches faz parte do programa Chespirito, originalmente.
No final de setembro de 1995, quando o programa estava prestes a completar 25 anos da primeira exibição em 1970, a Televisa decidiu fazer algumas mudanças na programação. A emissora iria tirar todos os programas de comédia do ar e substituí-los por novelas. A única exceção seria o Programa Chespirito, mas a emissora pretendia tirar o programa do horário nobre e colocá-lo no sábado à tarde. Chespirito não concordou com essas mudanças e, por isso, decidiu encerrar definitivamente as gravações, no ano de 1995. 
O último programa foi exibido em 25 de setembro de 1995, composto por três esquetes: "O depósito" (do Doutor Chapatin), "O bêbado e a casa maluca" (de Chespirito) e "Um dia no zoológico" (do Chómpiras).

## Quadros

### Chaves(El Chavo del Ocho)
É o Chaves que muitos conhecem, mas com algumas diferenças, como a ausência do Quico e do Seu Madruga (exceto por uma breve reaparição do Seu Madruga em 1981). Em 1980, Dona Neves se destaca substituindo o Seu Madruga. Em 1981, Seu Madruga volta à vila e Dona Neves perde a importância no programa. No entanto, Valdés sai do programa definitivamente no final do mesmo ano. Em 1982, Jaiminho passa a morar na vila, no 24, sendo o sucessor do Seu Madruga. Ele é a paixão da Dona Clotilde e passa a dever 14 meses de aluguel ao Senhor Barriga, por sempre querer evitar a fadiga, apesar de continuar sendo carteiro, além de viver exaltando sua terra natal. No mesmo ano, é dado um acréscimo de episódios no Restaurante da Dona Florinda; Chaves volta a trabalhar no restaurante e o Professor Girafales volta a visitar a sua amada. 

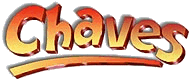
Chaves, um dos quadros do Chespirito.

O restaurante durou até 1990. Nhonho, Pópis e Godines passam a ter maior participação na esquete. Dona Neves só aparece nos episódios de 1982 a 1985, com uma pequena participação num episódio de 1990. Assim fica a vila do Chaves até 1991, pois em 1992, só foram gravados episódios na escola.
Durante os anos 1988 e 1992, os personagens foram envelhecendo e o quadro ia aparecendo mais na escola. A última aparição oficial do personagem foi na esquete "Aula de Inglês", também na escola, exibido originalmente em 12 de junho de 1992.

### Chapolin(El Chapulín Colorado)
No programa Chespirito, as aventuras do super-herói continuavam mais ou menos parecidas, porém com menos tempo e com uma quantidade maior de remakes. Raúl Chato Padilla ganhou muito destaque interpretando pai da mocinha e bandido (Raúl mesmo envelhecido mostrava-se sempre muito ágil em fazer cenas de quedas). Rúben e Edgar também se destacaram nesta fase. Na fase 1989 a 1992, Bolaños (entre 60-63 anos) ia engordando e envelhecendo e o quadro ia ficando mais raro, aparecendo em sua maioria em episódios de 40 minutos. A maior aparição do quadro no programa foi em 1991. Durante esta fase, os quadros ficavam com um humor mais textual e um humor pastelão mais planejado. A última aparição do personagem foi em "Mulher Tirana, Marido Banana", também em 1992.

### Doutor Chapatin(Doctor Chapatín)
É um ganancioso médico idoso. Ninguém sabe seu nome verdadeiro (talvez nem ele se lembre de tão velho que ele é). Quando o chamam de velho, ele distribui pancadas com seu saquinho, que sempre está em sua mão. É apaixonado pela sua enfermeira, que o auxilia em seu consultório. Neste quadro em alguns esquetes aparece participações especiais de Dona Neves. Inicialmente, o Dr. Chapatin era exibido como esquete (história curta apresentada antes do episódio principal) no seriado Chapolin. Depois, passou a ser um dos quadros do Programa Chespirito. A última aparição do personagem foi no esquete "O depósito" em 1995.

### Chaveco(Los Caquitos/El Chómpiras)
Esse quadro é sobre Chaveco e Botijão, dois amigos que decidiram deixar de ser ladrões para serem pessoas honradas. Inicialmente, até meados da década de 1980, eles eram ladrões, e nos episódios apareciam os assaltos feitos por eles, geralmente com pistolas de brinquedo. Outra personagem marcante é Chimoltrúfia, interpretada por Florinda Meza. Ela aparece pela primeira vez em "O Hippie e o Cego" em 1980.
Após Chaveco e Botijão abandonarem o mundo dos crimes, depois de passar um bom tempo na cadeia, eles ficam desempregados, fazendo bicos. Em 1987, Chaveco, Botijão e Chimoltrúfia arranjam emprego no hotel de um homem conhecido como Seu Lucio (interpretado por Carlos Pouliot), mas o hotel se fecha e eles novamente ficam desempregados. Em 1993, eles vão trabalhar num outro hotel, o Hotel Boa Vista, de propriedade de Seu Cecílio (interpretado por Moisés Suárez).
Outros personagens são o Sargento Refúgio, um policial amigo dos três; o Delegado Morales; a Dona Agrimaldolina, mãe de Chimoltrúfia; a Maruja, ou "Marujinha" (esta última é uma mulher bonita e atraente que provoca os homens, principalmente o Sargento Refúgio); e a Dona Cotinha, que agora conseguiu um emprego, trabalha em um restaurante, além dos inúmeros convidados especiais. No México o quadro era conhecido como "Los Caquitos", uma expressão que significaria "Os Ladrões" em português; mas após se regenerarem, o quadro passou a se chamar "El Chómpiras" ("nome" original do personagem principal). A última aparição oficial do personagem também foi em 1995 no esquete "Um Dia no Zoológico".

### Pancada Bonaparte(Los Chifladitos/Chaparron Bonaparte)
Esse quadro é sobre dois loucos, Chaparron Bonaparte e Lucas Pirado, que vivem a atormentar a vizinhança e falar coisas sem sentido, em diálogos brilhantes e inusitados. Não têm consciência de que estão doidos e não gostam quando alguém diz isso. Arranjam muitas confusões na delegacia quando vão denunciar os mais bizarros crimes, baseados em contos de fadas ou histórias bíblicas. Aprontam todas com o policial e com a vizinha que sempre vai à casa deles pedir uma xícara de açúcar. O quadro teve sua primeira exibição em 2 de setembro de 1971.

### La Chicharra/Vicente Chambón(não exibido no Brasil)
Quadro que se passa na editora do jornal La Chicharra, onde trabalham Vicente, Úrsula, Cândida e o chefe da redação, Dom Lino. Este quadro foi exibido até 1984, mas o rosto de Chambón ainda aparecia no início da abertura do programa entre 1985 e 1992.

### O Gordo e o Magro(El Gordo y el Flaco)
Quadro no qual apresentam um senhor magro (Chespirito) e um gordo (Édgar Vivar) fazendo uma homenagem ao Gordo (Hardy) e o Magro (Laurel). Geralmente os episódios desse quadro são mudos, e somente algumas vezes tem diálogos em inglês.

### Dom Caveira(Don Calavera)
Dom Caveira conta o cotidiano da vida de Carlos Veira (Roberto Gómez Bolaños), um rico senhor, um tanto mal-humorado, que vive no México da década de 1920, também chamado de Seu Caveira, para seu azar, pela semelhança do apelido com seu nome e por ser proprietário da agência funerária Pompas Fúnebres, onde trabalha com seu empregado e zelador da funerária Celório (Moisés Suárez), que vive o estressando, seja por viver o chamando de Seu Caveira ou por hesitar em trabalhar quando lhe é ordenado. É amigo desde a mais tenra infância do Doutor Rafael Contreras (Rubén Aguirre), que sempre o está visitando, seja em seu escritório em sua agência funerária ou em sua casa, e é o maior responsável pelas enrascadas que Carlos tem que enfrentar no seu dia-a-dia. Já as que não são por conta de Rafael é devido a Carlos sempre tentar paquerar as eventuais viúvas (Florinda Meza), que aparecem pelo seu caminho e que ele organiza os funerais, outro motivo para o seu célebre apelido. Ele mesmo já é viúvo há cerca de vinte anos, quando sua esposa Desdêmona morreu, lhe deixando com uma filha, Susana (María Goretti), que mora em sua mansão junto com sua empregada doméstica Genoveva (María Antonieta de las Nieves) que namora o policial, que ele tanto odeia, Melquíades (Arnoldo Picazzo).

### Charlie Chaplin(El Chaplin)
Esse quadro é com Chespirito fazendo uma homenagem a Charlie Chaplin. O quadro começou no final de 1980 e perdurou até 1983. Em 1991 retornou em apenas um esquete. Esse quadro também é mudo.

## Exibição no Brasil

### Estreia
Em 1997, o Programa Chespirito foi exibido no Brasil pela CNT, emissora que apostara nas novidades da rede mexicana Televisa para alavancar a audiência, e nada melhor do que comprar temporadas recentes deste programa, até então inédito no Brasil, e que não havia terminado há tanto tempo em seu país de origem; por isso, quem assistiu, deve se lembrar dos personagens de Chespirito mais velhos e gordos. A CNT transmitiu Chaves, Chapolin, Chaparrón, Chompiras e os demais quadros especiais com exibição praticamente integral (não exibiam algumas transições de intervalo e algumas aberturas e encerramentos). O contrato com a Televisa durou um ano.
Uma das críticas apontadas pelos fãs desta exibição foi a dublagem. Inicialmente foi dublada na BKS, logo após foi para os estúdios Parisi Vídeo. De acordo com fãs, a primeira carecia um pouco de adaptação e a segunda, várias dificuldades de manter o elenco fixo, que só contava com apenas três das vozes da dublagem clássica.
Quando o SBT comprou as séries, os episódios foram redublados, em 1999. O SBT dublou mais de 200 programas, onde vários pertencem ao quadro "A Turma do Chaveco". Toda a temporada de 1993 é constituída pelo quadro Chaveco, onde apenas 2 foram exceção (mas ainda assim, eram programas de reprises dos anos anteriores). Na dublagem, todas as M&Es (Músicas e Efeitos) foram mantidas, vindas do original (as das temporadas de 1990 e 1991 e alguns poucos episódios entre 1992 e 1995 vieram editadas diferentes do original pela Televisa). No canal de Silvio Santos, o programa Chespirito foi exibido com outro nome: o nome imposto à dublagem inicialmente havia sido "As Novas Aventuras do Chaves", mas mudaram de ideia antes da estreia, e o programa foi chamado de "Clube do Chaves", tendo sua abertura substituída por uma vinheta feita pelo SBT.
Um ponto negativo, segundo os fãs na época da exibição, foi justamente a dublagem, pois menos da metade dos dubladores originais voltaram a emprestar suas vozes aos célebres personagens, além ainda das ausências sentidas de Ramón Valdés (Seu Madruga) e Carlos Villagrán (Quico), na série (que fizeram falta nos quadros de Chaves, que apesar de pouquíssimas esquetes, era o mais passado pela emissora na época), além do fato de os atores já estarem mais velhos.
Alguns quadros tiveram os seus nomes modificados nessa dublagem. Chaparrón ficou com o nome de Pancada e Chómpiras foi chamado de Chaveco. A estreia no SBT foi no dia 2 de junho de 2001.
O Clube do Chaves sempre era exibido aos sábados, porém a audiência não foi a esperada e o programa, que antes chegava a duas horas de duração, foi diminuindo até ficar com trinta minutos e depois, foi exibido juntamente com os episódios clássicos de Chapolin e Chaves. O programa saiu do ar no SBT em 4 de maio de 2002.
Voltou a ser exibido no SBT no dia 2 de janeiro de 2017, intercalado com os clássicos dos anos 70. Vinha registrando altos índices de audiência, mas no dia 9 de junho o programa é exibido pela última vez e deixa a grade do SBT, sendo substituído por Chaves e logo depois por Kenan & Kel. A retirada do programa do ar não teve uma justificativa plausível, visto que ultimamente o programa vinha registrando altos índices de audiência. Algumas afiliadas do SBT vinham exibindo o programa com o título "Clube do Chaves", mas infelizmente se trata apenas de episódios de Chaves.
O Clube do Chaves voltou a ser exibido de madrugada em dezembro de 2006, até ao início de 2008, como tapa-buraco de programação. Não foram exibidos, após a volta, nenhum dos quadros de "Chaves" ou "Chapolin". Desde 2009, a série era exibida pela TLN (que faz parte do grupo de canais pagos da Televisa) no sábado e domingo, todos os episódios exibidos com a dublagem da Gota Mágica, que foi exibida até a última exibição em 2015. Nesta mesma dublagem, foi chamada de As Novas Aventuras do Chaves, a mesma dublagem que foi chamada de Clube do Chaves no SBT entre 2000 e 2002. Mas no dia 26 de dezembro de 2015, a série deixou de ser exibida pelo canal.
Voltou a ser exibido a partir de 2 de janeiro de 2017, às 13h45, no SBT, na nova programação da emissora de segunda a sexta. Mas no dia 9 do mesmo mês, por ordem de Silvio Santos, quase foi cancelado para exibir o telejornal Primeiro Impacto com Dudu Camargo, que foi cancelado para dar  continuação ao Clube do Chaves (que foi anunciado mais uma vez no dia 31 e voltou). O Clube do Chaves sai para dar lugar ao Primeiro Impacto. Foi substituído por Carrossel Animado, mas só por um dia, ocasionando a volta do Clube do Chaves. Enquanto isso, o telejornal Primeiro Impacto volta para as manhãs. Após tantas tentativas de Silvio Santos, o Clube do Chaves saiu do ar em 9 de junho de 2017, sendo substituído por Chaves. Ás 19h20, ocorre a estreia de Roda a Roda Jequiti (diário) com Rebeca Abravanel. Porém,  durou pouco e foi substituído por novelas.
Retornou a grade do SBT no dia 2 de maio de 2020, agora com exibição aos sábados das 6h às 8h, antecedendo o Sábado Animado. Porém, foi cancelado pelo SBT junto com Chaves a partir de 1 de agosto, com seu último episódio exibido no dia 25 de julho de 2020. A razão se deve pelo rompimento entre a Televisa e o Grupo Chespirito, ocasionando no impedimento pela exibição das esquetes nas emissoras pelo mundo. Seu espaço foi ocupado pela série Big Bang: A Teoria e pelo seriado Patrulha Salvadora.

## DVD
A série foi lançada em 8 DVDs no Brasil: pela Amazonas Filmes:
- O Melhor do Chespirito: Vol.1:

| Nº | Nome (Quadro)                                            | Ano  |
| -- | -------------------------------------------------------- | ---- |
| 1  | O amigo defunto (Chómpiras)                              | 1995 |
| 2  | O duelo - Brincando de assaltante (Chaparrón Bonaparte)  | 1995 |
| 3  | Como ganhar dinheiro dando algumas voltinhas (Chómpiras) | 1995 |
| 4  | Paciente com dor nos rins (Dr Chapatin)                  | 1995 |
| 5  | Grande prêmio (Chómpiras)                                | 1995 |
| 6  | O quartinho mágico (Chaparrón Bonaparte)                 | 1995 |
| 7  | Correio deselegante (Chómpiras)                          | 1995 |

- O Melhor do Chespirito: Vol.2:

| Nº       | Nome (Quadro)                                   | Ano  |
| -------- | ----------------------------------------------- | ---- |
| 1        | Pode me dar uma mãozinha? (Chaparrón Bonaparte) | 1994 |
| 2        | E o passado te condena (Chómpiras)              | 1995 |
| 3        | Napoleão e Josefina (Chespirito)                | 1995 |
| 4        | A arca de Noé (Chaparrón Bonaparte)             | 1995 |
| 5        | A outra mulher (Chómpiras)                      | 1994 |
| 6        | Quem não quer subir na vida? (Dr Chapatin)      | 1995 |
| 7        | O guarda-chuva vai cantar (Chómpiras)           | 1995 |
| Extra 1: | O último exame (Chaves)                         | 1976 |
| Extra 2: | Brincando de escolinha (Chaves)                 | 1973 |

- O Melhor do Chespirito: Vol.3:

| Nº     | Nome                                             | Ano  |
| ------ | ------------------------------------------------ | ---- |
| 1      | O louco e o vestido (Chaparrón Bonaparte)        | 1985 |
| 2      | Uma cadelinha valiosa (Chómpiras)                | 1985 |
| 3      | A partida de pôquer (Dr Chapatin)                | 1981 |
| 4      | O consultório psiquiátrico (Chaparrón Bonaparte) | 1981 |
| 5      | O ex-noivo de Chimoltrúfia (Chómpiras)           | 1984 |
| 6      | O toureiro toureado (Dr Chapatin)                | 1983 |
| 7      | A grande guerra (Chaparrón Bonaparte)            | 1980 |
| 8      | O caso dos pães roubados (Chómpiras)             | 1983 |
| Extra: | O uniforme do soldado (Chapolin)                 | 1978 |

- O Melhor do Chespirito: Vol.4:

| Nº     | Nome                                                     | Ano  |
| ------ | -------------------------------------------------------- | ---- |
| 1      | Manual de Defesa Pessoal (Chaveco)                       | 1982 |
| 2      | A Disputa pelo Sítio (Pancada Bonaparte)                 | 1982 |
| 3      | Férias na Prisão (Chaveco)                               | 1983 |
| 4      | Cantemos Vitória (Pancada Bonaparte)                     | 1980 |
| 5      | O Mendigo da Praça (Dr. Chapatin)                        | 1983 |
| 6      | O Crime mais Abominável de Nossas Vidas (Chaveco)        | 1982 |
| 7      | O Emprego Ideal (Pancada Bonaparte)                      | 1983 |
| 8      | Os Exercícios Físicos (Dr. Chapatin)                     | 1982 |
| Extra: | O Bar que Só Fecha Depois do Último Cliente (Chespirito) | 1974 |

- O Melhor do Chespirito: Vol.5:

| Nº       | Nome                                                                | Ano  |
| -------- | ------------------------------------------------------------------- | ---- |
| 1        | Porca Solta Ataca Novamente (Dr. Chapatin)                          | 1988 |
| 2        | A Rosca de Reis (Pancada Bonaparte)                                 | 1981 |
| 3        | A Morte do Botijão (Chaveco)                                        | 1985 |
| 4        | Esse Morto não é Brincadeira, Dom Caveira                           | 1994 |
| 5        | O Berro que o Gato Deu (Dr. Chapatin)                               | 1981 |
| 6        | Com Inventário e Inventor, Fica Louco o Auditor (Pancada Bonaparte) | 1982 |
| Extra 1: | Trair e Mentir, é só Reagir                                         | 1985 |
| Extra 2: | A Guerra de Secessão (Chespirito)                                   | 1974 |

- O Melhor do Chespirito: Vol.6:

| Nº     | Nome                                                        | Ano  |
| ------ | ----------------------------------------------------------- | ---- |
| 1      | O Futebol é Minha Melhor Medicina (Dr. Chapatin)            | 1982 |
| 2      | A coceira de Chômpiras (Chaveco)                            | 1987 |
| 3      | Concerto de Piano (Pancada Bonaparte)                       | 1986 |
| 4      | O Analista que não deu pé (Dr. Chapatin)                    | 1982 |
| 5      | A História de Cleópatra (Chespirito)                        | 1994 |
| 6      | De Grão em Grão, a Galinha Enche o Papo (Pancada Bonaparte) | 1987 |
| 7      | O Grande Golpe (Chaveco)                                    | 1986 |
| Extra: | Cristóvão Colombo (Chespirito)                              | 1975 |

- O Melhor do Chespirito: Vol.7:

| Nº     | Nome                                         | Ano  |
| ------ | -------------------------------------------- | ---- |
| 1      | O Ladrão de Crianças (Pancada Bonaparte)     | 1981 |
| 2      | O Depósito (Dr. Chapatin)                    | 1980 |
| 3      | O Amigo Invisível (Pancada Bonaparte)        | 1980 |
| 4      | O Gordo e o Magro em Época de Guerra         | 1980 |
| 5      | A Pequena Mesa de Tênis (Pancada Bonaparte)  | 1980 |
| 6      | O Chefe do Bando (Chaveco)                   | 1980 |
| 7      | Sorte de Chaparrón (Pancada Bonaparte)       | 1985 |
| 8      | Ninguém Segura a Apólice de Seguro (Chaveco) | 1981 |
| 9      | Linda Casa a Venda (Pancada Bonaparte)       | 1995 |
| Extra: | A Fortuna de Fréderic Chopin (Chespirito)    | 1977 |

- O Melhor do Chespirito: Vol.8:

| Nº | Nome                                         | Ano  |
| -- | -------------------------------------------- | ---- |
| 1  | O veneno de Maruja (Chómpiras)               | 1993 |
| 2  | O robô robotizado (Chaparrón Bonaparte)      | 1982 |
| 3  | Consulta sem consolo (Dr Chapatin)           | 1984 |
| 4  | Juleu e Romieta, de Shakespearito (Chapolin) | 1979 |

## Prêmios e indicações
| Ano  | Prêmio            | Indicacado            | Indicação                  | Resultado |
| ---- | ----------------- | --------------------- | -------------------------- | --------- |
| 1987 | Prêmio TVyNovelas | Roberto Gómez Bolaños | Melhor Ator de Comédia     | Venceu    |
| 1987 | Prêmio TVyNovelas | Roberto Gómez Bolaños | Melhor Programa de Comédia | Venceu    |
| 1991 | Prêmio TVyNovelas | Édgar Vivar           | Melhor Ator de Comédia     | Indicado  |
| 1991 | Prêmio TVyNovelas | Florinda Meza         | Melhor Atriz de Comédia    | Indicado  |
| 1991 | Prêmio TVyNovelas | Roberto Gómez Bolaños | Melhor Ator de Comédia     | Venceu    |
| 1991 | Prêmio TVyNovelas | Roberto Gómez Bolaños | Melhor Programa de Comédia | Indicado  |